# Glenea iriei
Glenea iriei är en skalbaggsart. Glenea iriei ingår i släktet Glenea och familjen långhorningar.

## Underarter
Arten delas in i följande underarter:
- G. i. iriei
- G. i. heikichii